# Església de Santa Magdalena (la Seu d'Urgell)
L'Església de Santa Magdalena és una església del municipi pirinenc de la Seu d'Urgell. És un edifici religiós d'una nau coberta a dues aigües, interiorment amb fusta i exteriorment amb planxa ondulada. Les parets estan fetes de totxo vist. Exteriorment s'han realitzat una sèrie de contraforts, que emmarquen un seguit de vidrieres.
Davant l'església hi ha un parc on hi poden anar a jugar els xics. L'església és localitzada a la Plaça de les Moreres al barri de Santa Magdalena.

## Història
Fins a la primera meitat del segle xx, la ciutat de la Seu d'Urgell roman dintre de la muralla medieval. Posteriorment s'enderroquen aquestes muralles i comença l'expansió de la ciutat. En aquest context, l'any 1927, l'ajuntament encarregà la redacció d'un pla d'eixample a l'arquitecte Joan Bergós i Massó.
Aquest barri va néixer al sud-oest de la ciutat, unit a l'Eixample a través del carrer de Santa Magdalena. El barri fou realitat gràcies a Mossèn Antoni Naudí i Balcells (1916-1979) que va analitzar la situació de la ciutat i va comprendre que moltes persones no tenien els mitjans economics per tenir un habilitate digne. Llavors decidí fer realitat el barri de Santa Magdalena el 21 de març del 1960 amb 162 habitatges. Posteriorment, el 1965, va començar la construcció de l'església que li dona identitat.
L'any 1970, l'església de Santa Magdalena fou consagrada pel Bisbe de Lleida i Administrador Apostòlic d'Urgell, Mons. Ramon Malla i Call, edifici construït amb totxanes amb una característica façana triangular.